# Wilhelm Nowack (Politiker)

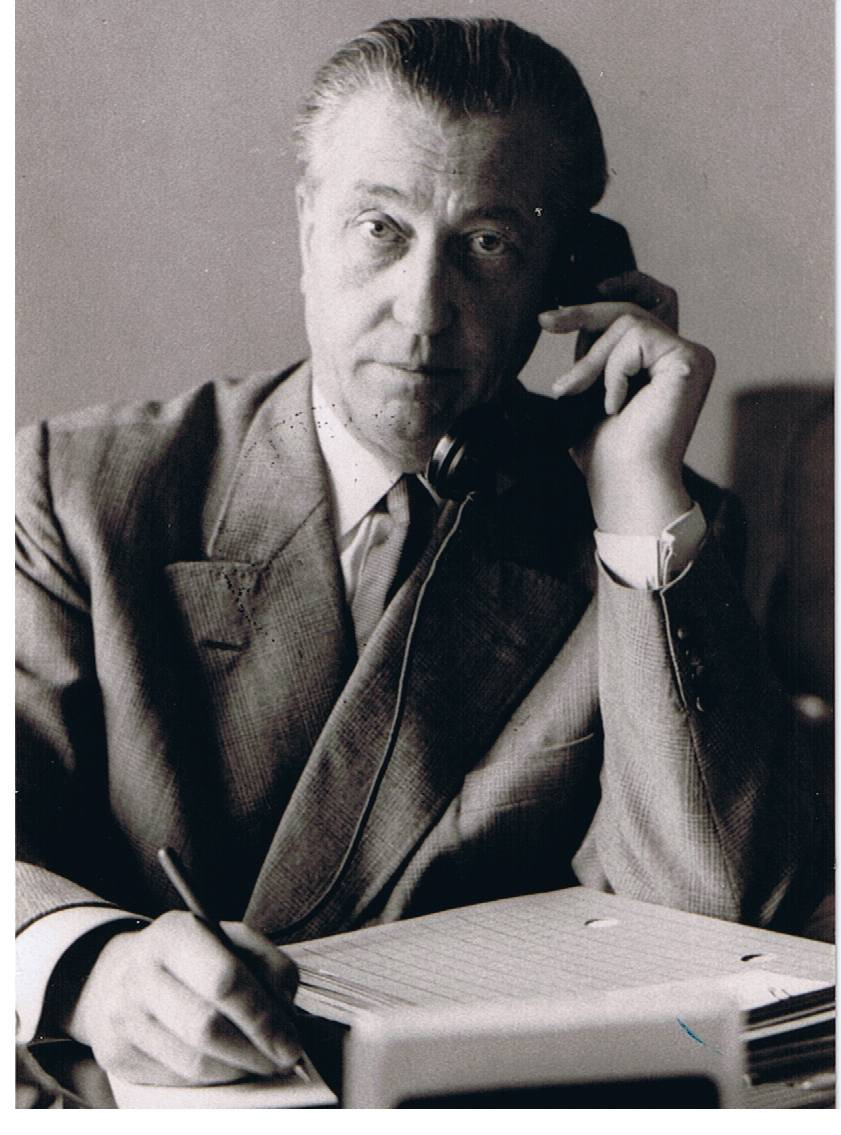
Wilhelm Nowack

Wilhelm Nowack (* 28. August 1897 in Altenburg; † 31. Juli 1990 in Feldafing am Starnberger See) war ein deutscher Volkswirt, Journalist und Politiker (DDP bzw. DStP, FDP).

## Leben und Beruf
Nach dem Abitur am Gymnasium begann Nowack ein Studium der Nationalökonomie und der Staatswissenschaften in Berlin und Innsbruck. Dieses musste er aber aufgrund des Ersten Weltkrieges unterbrechen, an dem er von 1914 bis 1918 als Soldat teilnahm. Er setzte nach dem Krieg das Studium fort, promovierte zum Dr. rer. pol und arbeitete von 1920 bis 1922 bei der Technischen Nothilfe in Westdeutschland. Anschließend wechselte er zum Journalismus über, war 1922/23 beim Verlag Die Hilfe beschäftigt und von 1924 bis 1929 Redakteur der Republikanischen Illustrierten. Während der Zeit des Nationalsozialismus arbeitete er als freier Journalist, unter anderem bei der Frankfurter Zeitung.
Nach dem Zweiten Weltkrieg war Nowack zunächst als Rundfunkredakteur tätig. 1946 gründete er zusammen mit Peter Josef Stein die Rhein-Zeitung in Koblenz, verkaufte seine Anteile aber bereits nach einem Jahr an Walter Twer. Außerdem leitete er das Referat Wirtschaft beim Oberpräsidenten von Koblenz und wurde anschließend als Oberregierungsrat in die Verwaltung des rheinland-pfälzischen Wirtschaftsministeriums berufen.

## Partei
Nowack gehörte während der Zeit der Weimarer Republik zu den Mitbegründern des Reichsbanners Schwarz-Rot-Gold und war dessen stellvertretender Vorsitzender im Gau Berlin-Brandenburg. Außerdem schloss er sich der DDP an, die 1930 in der Deutschen Staatspartei (DStP) aufging. Diese wiederum löste sich 1933 unter dem Druck der Nationalsozialisten auf. Nach dem Kriegsende trat Nowack der FDP bei. Er gehörte von 1954 bis 1959 dem FDP-Bundesvorstand an, war 1955/56 stellvertretender Bundesvorsitzender seiner Partei und von 1953 bis 1958 Landesvorsitzender der FDP Rheinland-Pfalz.

## Abgeordneter
Nowack war von 1947 bis 1958 Mitglied des Rheinland-Pfälzischen Landtages und dort von 1948 bis 1951 Vorsitzender der FDP-Fraktion. Dem Deutschen Bundestag gehörte er in dessen erster Legislaturperiode von 1949 bis zu seiner Mandatsniederlegung am 30. September 1952 an.

## Öffentliche Ämter
Nowack wurde am 13. Juni 1951 als Minister für Finanzen und Wiederaufbau in die von Ministerpräsident Peter Altmeier geführte Landesregierung von Rheinland-Pfalz berufen. Er gab am 14. Oktober 1958 seinen Rücktritt bekannt, schied am 11. November 1958 aus dem Amt und wurde als Finanzminister von Hans Georg Dahlgrün abgelöst.
In einem Prozess wegen Untreue wurde er 1961 vom Oberstaatsanwalt am Landgericht Frankenthal Leonhard Drach angeklagt und vom Landgericht Frankenthal zu sechs Monaten Gefängnis verurteilt. Nowack machte, nachdem Drach ihn in einem weiteren Verfahren wegen Verleitung zum Meineid anklagte, publik, dass dieser als Staatsanwalt am Luxemburger Sondergericht an Todesurteilen mitgewirkt hatte und deshalb einen Teil einer 20-jährigen Zuchthausstrafe in Luxemburg absitzen musste.